# Seznam belgijskih ekonomistov
Seznam belgijskih ekonomistov.

## G
- Victor Ginsburgh

## J
- Alexis Jacquemin

## L
- Émile Louis Victor de Laveleye

## M
- Ernest Mandel
- Gustave de Molinari

## P
- Paul Émile de Puydt

## V
- Philippe Van Parijs